# Selaginella pseudostauntoniana
Selaginella pseudostauntoniana là một loài dương xỉ trong họ Selaginellaceae. Loài này được Pamp. mô tả khoa học đầu tiên năm 1911.